# باري سينغ
باري سينغ (بالإنجليزية: Barry Singh)‏ هو موزع أسترالي، ولد في 1959.